# Lucky imaging
 (juin 2020).
Si vous disposez d'ouvrages ou d'articles de référence ou si vous connaissez des sites web de qualité traitant du thème abordé ici, merci de compléter l'article en donnant les références utiles à sa vérifiabilité et en les liant à la section « Notes et références ».

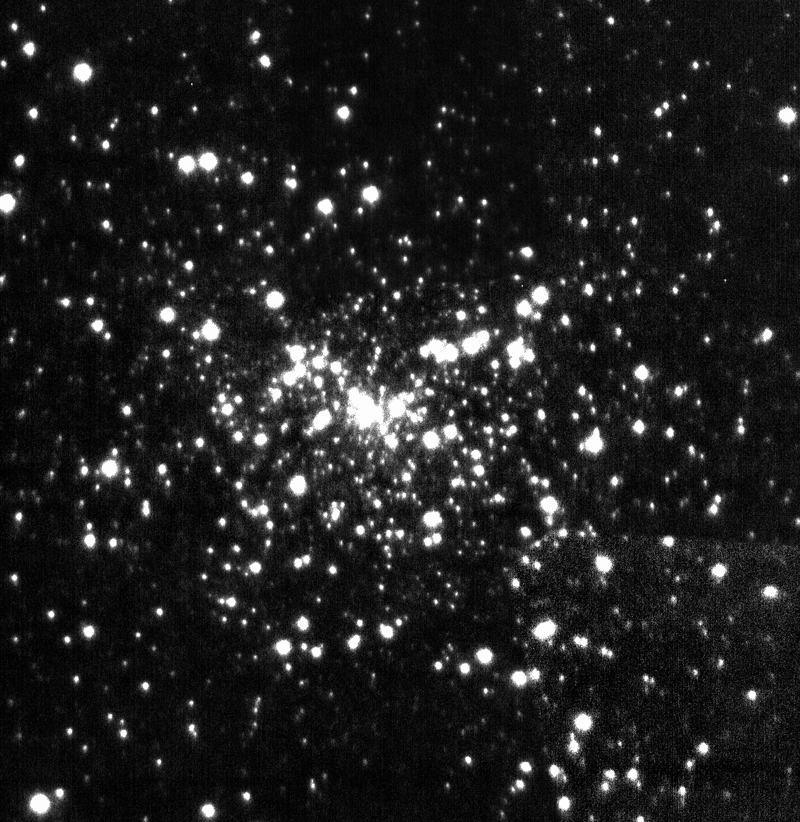
Lucky image de M15

Le Lucky Imaging (également appelée lucky exposure) est une forme d'interférométrie des tavelures utilisée pour l'astrophotographie. Ces techniques utilisent une caméra haute vitesse avec  temps d'exposition assez courts (100 ms ou moins) afin que les changements dans l'atmosphère terrestre pendant l'exposition soient minimes. 
Avec le lucky imaging, les expositions optimales les moins affectées par l'atmosphère (généralement environ 10%) sont choisies et combinées en une seule image par shift-and-add (en), ce qui donne une résolution angulaire beaucoup plus élevée que ce qui serait possible avec une exposition unique et plus longue, qui comprend tous les cadres. 

## Explication
Les images prises avec des télescopes au sol sont sujettes à l'effet de flou des turbulences atmosphériques (vues à l'œil lorsque les étoiles scintillent). De nombreux programmes d'imagerie astronomique nécessitent une résolution plus élevée que ce qui est possible sans une certaine correction des images. Le lucky imaging est l'une des nombreuses méthodes utilisées pour éliminer le flou atmosphérique. Elle présente un facteur d'amélioration de la résolution d'au moins cinq par rapport aux systèmes d'imagerie standards. 

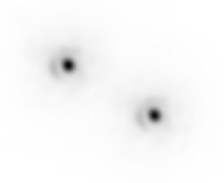
Zeta Boot a été prise en image par le télescope optique nordique le 13 mai 2000 en utilisant la méthode de lucky imaging. (Les disques Airy autour des étoiles sont dus à la diffraction de 2,56 m de l'ouverture du télescope)
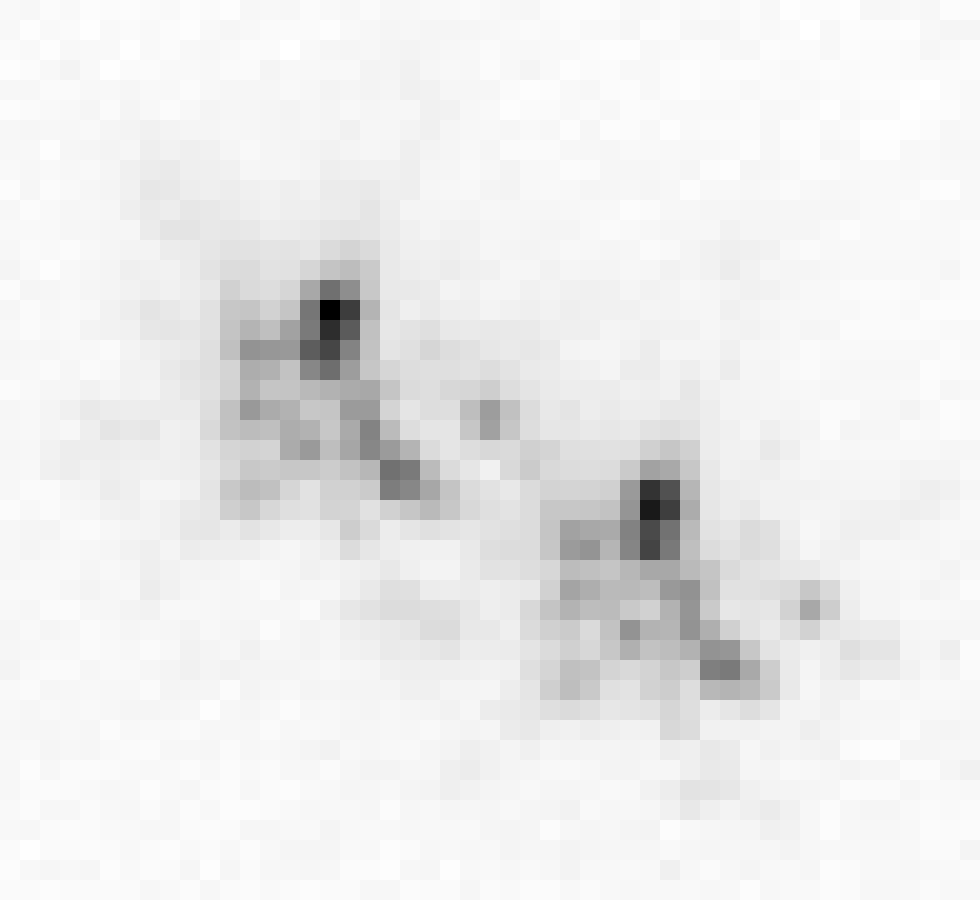
Image à courte exposition typique de cette étoile binaire du même ensemble de données, mais sans utiliser de traitement de speckle. L'atmosphère de la Terre a pour effet de briser l'image de chaque étoile en taches.